# Wolf von Beneckendorff

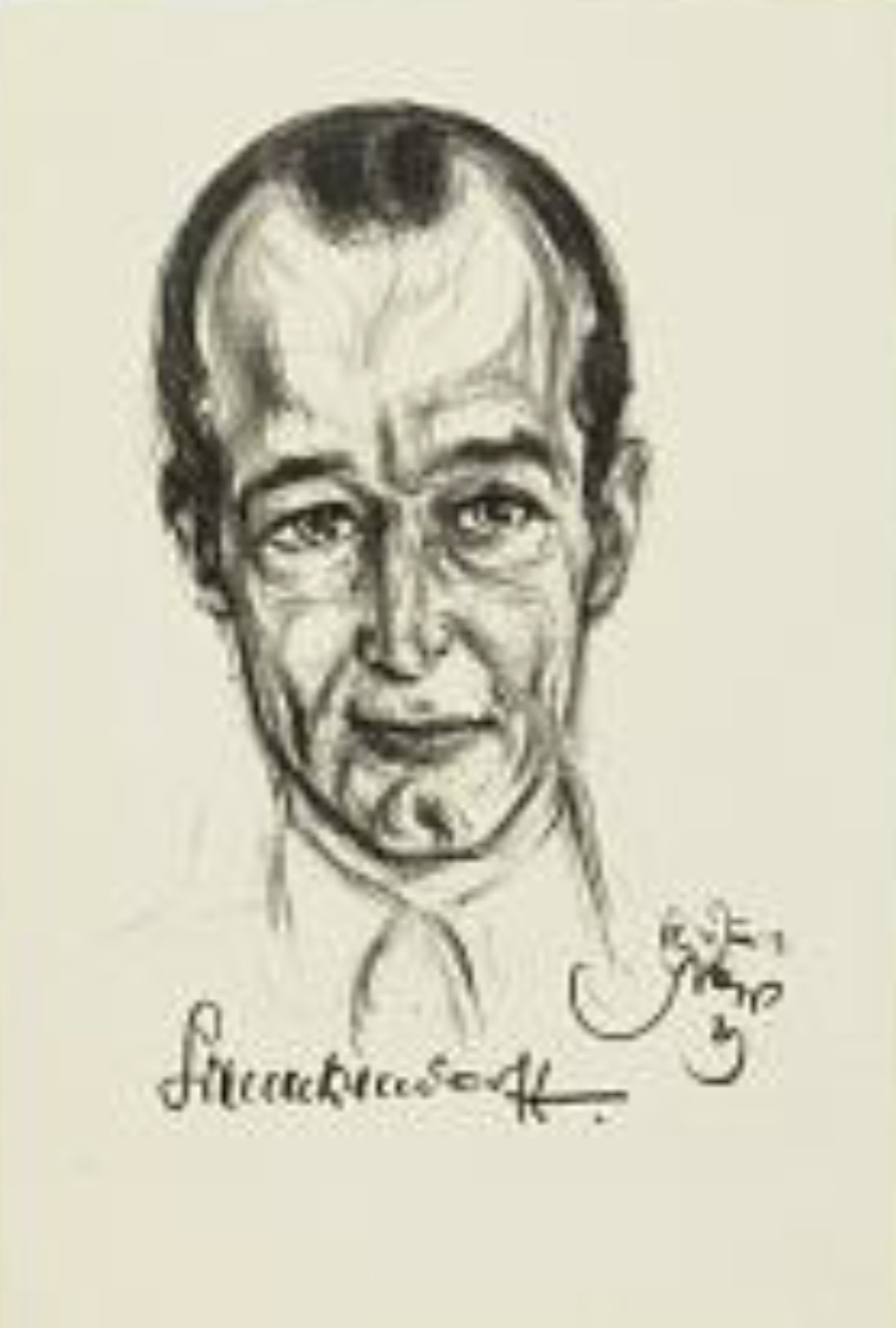
Wolf (von) Beneckendorff (Porträt von Emil Stumpp, 1929)

Wolf von Beneckendorff (Künstlername), eigentlich Wolf Beneckendorff (* 1. März 1891 in Stralsund; † 26. Januar 1960 in Berlin) war ein deutscher Schauspieler.

## Leben
Hans Franz Wolf Beneckendorff wurde geboren als Sohn des Kaufmanns Johann Karl Ulrich Beneckendorff und seiner Ehefrau Julie Klara geb. Stubbe. Er steht in keinem Kontext mit der gleichnamigen Adelsfamilie.
Beneckendorff wurde Schauspieler und debütierte 1909. Er absolvierte ein Studium an der Schauspielschule des Deutschen Theaters in Berlin. 1910 führte er seinen Geburtsnamen als Künstlername und war am Märkischen Wander-Theater in Berlin, welches als Wanderbühne agierte. Beneckendorff war in den Zwanziger Jahren ein bekannter Darsteller auf Berliner Bühnen, spielte aber auch in Hamburg, Köln, München und Düsseldorf. Dort stellte er, wie auch in einigen Filmen, prädestiniert durch Erziehung und Aussehen, vorwiegend den Typus des Aristokraten dar. Während der Endphase des Zweiten Weltkrieges gastierte er längere Zeit in der Schweiz.
Bei seiner Rückkehr nach Berlin ging er an das Theater am Schiffbauerdamm, wo er von Bertolt Brecht ins Berliner Ensemble übernommen wurde. Der Bühnenschauspieler Beneckendorff wurde durch filmische Inszenierungen, wie zum Beispiel des Stückes Mutter Courage und ihre Kinder, auch dem Kinopublikum bekannt. Daneben wirkte Beneckendorff in Hörspielproduktionen mit und trat seit 1953 meist im Fach des komischen Alten oder des Adligen in Nebenrollen in zahlreichen DEFA-Filmen und in Produktionen des DDR-Fernsehens auf. 1956 ist sein bürgerlicher Geburtsname als Künstler nachgewiesen. Im Juni 1959 feierte er sein 50-jähriges Bühnenjubiläum.
In der Absicht, ihn auszurauben, schlugen vier 19- bis 22-jährige Männer Beneckendorff am 26. Januar 1960 in seiner Wohnung in Berlin-Adlershof nieder. Dabei erstickte er an seiner zerbrochenen Zahnprothese. Die Täter wurden am 28. April 1960 zu je 13 Jahren Zuchthaus verurteilt.
Begraben wurde Beneckendorff auf dem Friedhof der Dorotheenstädtischen und Friedrichswerderschen Gemeinden in Berlin. Der Lyriker Jens Gerlach widmete ihm in „Dorotheenstädtische Monologe“ ein Gedicht.
Ein Nachruf findet sich im Deutschen Bühnenjahrbuch von 1961, in dem er als Wolf Beneckendorff, Spielleiter und Schauspieler geführt wird. Der Filmhistoriker Günter Peter Straschek verfügte über eine zehnseitige Beneckendorff-Sammlung.

## Filmografie (Auswahl)
- 1928: Liebe im Kuhstall
- 1953: Die Unbesiegbaren
- 1953: Die Geschichte vom kleinen Muck
- 1953: Jacke wie Hose
- 1954: Ernst Thälmann – Sohn seiner Klasse
- 1955: Der Teufel vom Mühlenberg
- 1955: Das Fräulein von Scuderi
- 1956: Der Richter von Zalamea
- 1956: Der Hauptmann von Köln
- 1957: Gejagt bis zum Morgen
- 1957: Mutter Courage und ihre Kinder (Theateraufzeichnung)
- 1957: Der Fackelträger
- 1958: Der junge Engländer
- 1958: Mylord weiß sich zu helfen (TV)
- 1958: Das Lied der Matrosen
- 1959: Bevor der Blitz einschlägt
- 1960: Trübe Wasser
- 1961: Mutter Courage und ihre Kinder (Theateraufzeichnung)

## Theater
- 1950: Ernst Fischer: Der große Verrat (Mister Sherman) – Regie: Wolfgang Langhoff (Deutsches Theater Berlin)
- 1952: Maxim Gorki: Die Feinde (General) – Regie: Fritz Wisten (Theater am Schiffbauerdamm Berlin)
- 1952: William Shakespeare: Wie es euch gefällt (Jaques) – Regie: Falk Harnack (Theater am Schiffbauerdamm Berlin)
- 1953: Joseph Haas: Die Hochzeit des Jobs (Dekan) – Regie: Joachim Herz (Komische Oper Berlin)
- 1953: Nikolai Gogol: Die Heirat (Leutnant Shewakin) – Regie: Franz Kutschera (Theater am Schiffbauerdamm Berlin)
- 1955: Johannes R. Becher Winterschlacht (Russischer Fürst) – Regie: Bertolt Brecht/Manfred Wekwerth (Berliner Ensemble)
- 1957: Bertolt Brecht: Leben des Galilei (Kardinal) – Regie: Erich Engel (Berliner Ensemble)
- 1959: Johannes R. Becher: Winterschlacht – Regie: Lothar Bellag (Berliner Ensemble)

## Hörspiele
- 1950: Garson Kanin: Das vergilbte Manifest (Born Yesterday, bearbeitet von Maximilian Scheer) (Rolle: Senator) – Regie: Gottfried Herrmann (Berliner Rundfunk)
- 1950: Anna Seghers: Der Prozess der Jeanne d’Arc zu Rouen 1431 – Regie: Herwart Grosse (Berliner Rundfunk)
- 1951: Karl Georg Egel: Einer von unseren Tagen – Regie: Gottfried Herrmann (Berliner Rundfunk)
- 1951: Karl Georg Egel: Das Lied von Helgoland – Regie: Gottfried Herrmann (Berliner Rundfunk)
- 1951: Friedrich Karl Kaul: Funkhaus Masurenalle – Regie: Gottfried Herrmann (Berliner Rundfunk)
- 1952: Hans A. Joachim: Die Stimme Victor Hugos – Regie: Herwart Grosse (Literarische Hörfolge – Berliner Rundfunk)
- 1953: Nikolai Gogol: Die toten Seelen (Kostanshoglo) – Regie: Richard Hilgert (Hörspiel – Berliner Rundfunk)
- 1953: Friedrich Karl Kaul: Aktenvermerk F – Regie: Peter Brang (Hörspiel – Berliner Rundfunk)
- 1954: Alf Scorell/Kurt Zimmermann: Der Wundermann (Fürst Siegbert zu Ysenheim) – Regie: Hans Busse (Hörspiel – Rundfunk der DDR)
- 1954: Martin Hayneccius: Hans Pfriem – Kühnheit zahlt sich aus (Zöllner) – Regie: Käthe Rülicke-Weiler (Hörspiel – Rundfunk der DDR)
- 1954: Johannes R. Becher: Die Winterschlacht – Regie: Hedda Zinner (Rundfunk der DDR)
- 1955: Lieselotte Gilles/Gerhard Düngel: Der Doktor der Armen – Regie: Willi Porath (Hörspiel – Rundfunk der DDR)
- 1956: Herbert Burgmüller/Manfred Schäffer: Sein Lied war deutsch (Hofmarschall) – Regie: Hans Busse (Hörspiel – Rundfunk der DDR)
- 1957: Walter Karl Schweickert/Gerhard Rentzsch: Der Weihnachtsmann lebt hinterm Mond (Leiter der Zentrale „Spielwaren“) – Regie: Herwart Grosse (Kinderhörspiel – Rundfunk der DDR)
- 1958: Peter Erka: Autos machen Leute (Direktor) – Regie: Werner Wieland (Rundfunk der DDR)
- 1958: Henrik Ibsen: Stützen der Gesellschaft (Hilmar Tönnesen) – Regie: Herwart Grosse (Hörspiel – Rundfunk der DDR)